# Nicéforo (césar)
Nicéforo (em grego: Νικηφόρος; romaniz.: Nikephoros; em latim: Nicephorus) foi o segundo filho do imperador Constantino V Coprônimo (r. 741–775) e césar do Império Bizantino. Esteve envolvido em um golpe contra seu meio-irmão, Leão IV, o Cazar (r. 775–780), que custou seu título e foi o ponto focal de numerosas tentativas de usurpação durante os subsequentes reinados de seu sobrinho, Constantino VI (r. 780–797), e a mãe dele, Irene de Atenas (r. 797–802). Foi, portanto, cegado e exilado para um mosteiro onde permaneceu a maior parte de sua vida, provavelmente morrendo na ilha de Afúsia em algum momento após 812.

## Biografia

### Começo de vida e primeiras conspirações

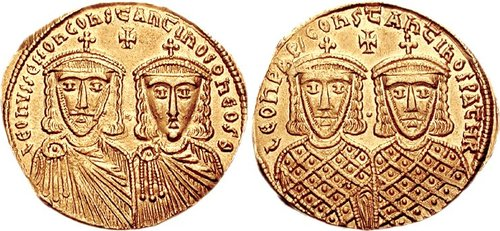
Soldo de ouro de Leão IV r., retratando Constantino VI r. bem como seus ancestrais r. e Constantino V r.

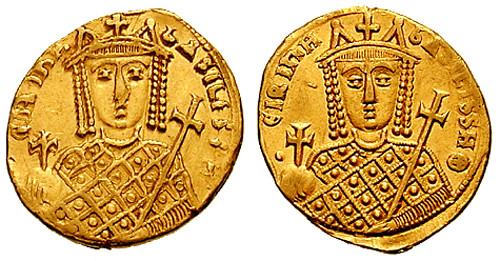
Soldo de ouro da imperatriz Irene quando reinou sozinha r.

Nicéforo nasceu no final dos anos 750 (c. 756/758) e era filho do imperador Constantino V e sua terceira esposa, a imperatriz Eudócia. Nicéforo foi o terceiro filho de Constantino, seguindo Leão IV, que nasceu em 750 de Irene da Cazária, a primeira esposa do imperador, e Cristóvão, que nasceu cerca de 755 de Eudócia. A única filha de Constantino, Autusa, era gêmea de Cristóvão ou Nicéforo. Em 1 de abril de 769, Eudócia foi coroada como augusta e nesta ocasião Cristóvão e Nicéforo foram coroados e elevados a césar, enquanto o irmão mais jovem deles, Nicetas, foi feito nobilíssimo. Nicéforo ainda tinha outros dois irmãos, Ântimo e Eudócimo, que foram nomeados nobilíssimos em datas posteriores.
Quando Constantino V morreu em 775, seu filho mais velho Leão IV ascendeu ao trono bizantino. Logo, rompeu relações com seus meio-irmãos, confiscando uma grande quantidade de ouro reservado para o uso deles e distribuiu ao exército bizantino e cidadãos de Constantinopla como um donativo. Assim, na primavera de 776, uma conspiração encabeçada por Nicéforo e envolvendo um número de cortesãos de nível médio foi descoberta. Nicéforo foi destituído de seu título enquanto os demais conspiradores foram tonsurados como monges e exilados em Quersoneso na Crimeia.
Quando Leão IV morreu em outubro de 780, seu único herdeiro foi o jovem Constantino VI, filho da imperatriz Irene. Apesar de sua idade, uma regência foi instituída sob Irene, mas não foi bem recebida entre os oficiais. Não só por ser uma mulher estranha ao estabelecido domínio militar do período, mas também porque era uma iconódula confirmada, uma adepta à veneração das imagens sagradas. Isto foi considerado como heresia pela doutrina iconoclasta patrocinada pelo Estado, que foi especialmente popular com o exército e oficiais leais a memória do imperador Constantino V. Vários deles, incluindo o logóteta do dromo Gregório, o antigo estratego do Tema da Anatólia Bardas e Constantino, comandante do regimento de guarda dos excubitores, consequentemente favoreceram a elevação de Nicéforo ao trono imperial. Pouco mais de um mês e meio após a morte de Leão, a conspiração foi descoberta. Irene exilou os conspiradores e Nicéforo e seus irmãos mais jovens foram ordenados como padres, removendo-os da linha de sucessão. Para confirmar isto diante do povo, no dia de Natal em 780, Nicéforo e seus irmãos foram forçados a executar o rito da comunhão em Santa Sofia.
O desaparecimento de Nicéforo e seus irmãos até 792, quando Irene retornou ao poder (após ter sido deposta em uma revolta militar em 790), juntamente com a desastrosa derrota de Constantino VI em Marcela contra os búlgaros, causou descontentamento generalizado entre as tropas. Alguns dos regimentos da guarda imperial, os tagmas, proclamaram Nicéforo como imperador bizantino, mas Constantino reagiu rapidamente: ele prendeu seus tios, e enquanto Nicéforo foi cegado, os outros tiveram suas línguas cortadas. Foram então aprisionados no mosteiro de Terapia.

### Após 792

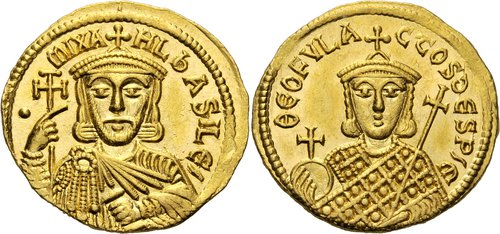
Soldo do imperador Miguel I Rangabe r. e seu coimperador Teofilacto

Nicéforo não é mais mencionado pelo nome após 792; em vez disso, os irmãos são mencionados coletivamente. Por isso, é questionável se ele está incluído nos eventos subsequentes, embora tradicionalmente (incluindo referências em obras como o Dicionário Oxford de Bizâncio) afirma-se que ele compartilhou do destino de seus irmãos e morreu após 812.
Após a imperatriz Irene depor seu filho em 797, os irmãos foram visitados no mosteiro por alguns de seus apoiantes e persuadidos a procurar refúgio em Santa Sofia. Se esperavam que a população de Constantinopla seria impelida a proclamar um deles como imperador, seus planos foram frustrados. Nenhum levante se materializou, e Aécio, o confiável conselheiro eunuco da imperatriz Irene, conseguiu libertar os irmãos e enviá-los para exílio em Atenas. Lá eles foram novamente alvo de uma conspiração: em março de 799, um certo Acámero, "arconte dos esclavenos em Belzétia" no sul da Tessália, junto com tropas locais do Tema da Hélade (a que pertencia Atenas), planejaram proclamar um deles imperador. O plano foi frustrado e os irmãos foram transferidos para a ilha de Panormo no mar de Mármara, tendo os irmãos de Nicéforo sido cegados.
Os irmãos são mencionados pela última vez em 812, quando um grupo de soldados descontentes tentaram proclamá-los imperadores bizantinos na sequência da queda de Debelt para os búlgaros. O imperador Miguel I Rangabe (r. 811–813), contudo, prontamente demitiu os soldados envolvidos e mudou os irmãos para a ilha de Afúsia, onde morreram algum tempo depois.